# パワーレンジャー (映画)
『パワーレンジャー』（Saban's Power Rangers, または Power Rangers）は、ディーン・イズラライト監督による2017年のアメリカ合衆国のスーパーヒーロー映画。日本の特撮作品「スーパー戦隊シリーズ」の英語版ローカライズとして制作されたテレビドラマ『パワーレンジャー』シリーズの第1作『マイティ・モーフィン・パワーレンジャー』を原作としている。
『パワーレンジャー』シリーズの映画作品としては通算3作目で20年ぶりの新作であるが、オリジナルシリーズからキャストを一新したリブート作品である。日本公開は2017年7月15日。

## ストーリー
約6500万年前、恐竜が君臨していた太古の地球で、ゾードン率いる初代「パワーレンジャー」たちは邪悪な裏切り者リタ・レパルサから全ての生命の源であると同時に世界を滅ぼす力を持つ「ジオ・クリスタル」を守るために壮絶に戦い、リタを封印した上で正義の力が宿る5色の「パワーコイン」を未来に託して息絶えた。
舞台は移って現代のアメリカ、海岸沿いにある街エンジェル・グローブ。エンジェル・グローブ高校に通うジェイソン・スコットは、将来有望なアメリカンフットボールの選手として街の希望の星だったが、ある日些細なイタズラで警察に追われ、カーチェイスの末に重大な交通事故を起こす。事故による怪我のために選手生命を絶たれ、親や街の住民の失望を一身に背負うこととなったジェイソンは学校内の落ちこぼれが集まる補習クラスに通うことになった。登校初日、ジェイソンは自閉症スペクトラム障害を患うビリー・クランストンをイジメっ子から助けたことをきっかけに友達となり、放課後ビリーの提案で、自宅謹慎用の発信機への細工と引き換えに街外れの金鉱での遺跡発掘を手伝うことを約束。金鉱に着いた2人はそこで、ジェイソンと同じ補習クラスに通う元チアリーダーのキンバリー・ハート、中国系の不登校児ザック・テイラー、孤独な転校生トリニー・クワンらと出会う。ビリーが崖を発掘しようと自作爆弾を炸裂させると、崩れた崖の中から5色の「パワーコイン」が現れ5人は各自1枚ずつ手に取る。その後、爆弾の音により5人の侵入に気づいた守衛に追われ、カーチェイスを繰り広げるものの踏切で貨物列車に激突してしまい、5人は気を失った。
ジェイソンが意識を取り戻すとそこは自宅のベッドの上であり、いつも通りの時間に起床したところであった。さらに不思議なことに前夜に負った怪我はもちろん、アメフト選手の夢を諦めるきっかけとなった大怪我なども全くなくなっており、手をついただけで洗面台を破壊するほどの怪力を手に入れていた。いつも通り登校したジェイソンはビリーとキンバリーも同じ状況に置かれていることを知る。放課後、金鉱に向かった3人は同じく異常を感じていたザック、トリニーと合流、コインの力によって自分たちが超人的な力を得たことを確認した。力を使って渓谷を駆け巡る5人は、川底にUFOのような異様な空間を見つけ、おしゃべりなAL型アンドロイドアルファ5と肉体を失いマトリックスに封印され動く壁に魂を預けたゾードンと対面。ゾードンが語るリタ・レパルサの存在とそれを倒すために宿命的に集められた「パワーレンジャー」の話に対して半信半疑だった5人だったが、地球の危機に渋々戦闘訓練を受けるのであった。
そのころ、ジェイソンの父親の乗る漁船が海底よりリタのミイラを引き上げた。その後リタはエンジェル・グローブの港で息を吹き返し、力を取り戻すために金を求めて殺戮を開始する。パワーレンジャーの訓練を続ける5人だが、なかなかスーツに変身することができないフラストレーションから仲間内で衝突、ついにはゾードンに失格を言い渡されてしまうのだった。そんな最中、完全復活したリタがトリニーの前に現れる。リタ側に寝返るように唆されるトリニーであったが屈せず、4人を呼び出してリタの存在が現実であったことを伝える。ゾードンの高圧的な言動から彼への信頼を捨てていたジェイソンだったが、街を守るためにリタを見逃すわけにはいかないと変身しないままリタと対峙することを決断。5人はリタがトリニーに残した言葉を頼りに港へ辿り着きリタと戦うもあえなく返り討ちに遭い、見せしめにビリーが殺害される。基地に戻り遺体を前に悲嘆する4人はビリーが示した自己犠牲のもとに心を1つにし、ついに変身のための「モーフィン・グリッド」を開く。グリッドの力で肉体を取り戻そうとするゾードンであったが、「レッドは1人だけ」としてジェイソンに隊の指揮を託し、自分の復活と引き換えにビリーに命を与えた。
リタは金鉱に埋まる金脈を使って巨大なモンスターゴールダーと多数のパティーを復活させ、ジオ・クリスタルの埋まっているエンジェル・グローブの中心地へ向かって侵攻を開始する。ついに変身を果たした5人のパワーレンジャーは、パティーをなぎ倒し各自のダイノゾードに乗り込みリタを追う。しかし強大なゴールダーの前にダイノゾードでも歯が立たず、ついにジオ・クリスタルの埋まる灼熱の穴まで追い詰められる。あわや全滅、と思われた瞬間、5台のダイノゾードは合体し巨大ロボットメガゾードとなった。5人の一致団結した働きによって形勢逆転されたリタは巨大ゴールダーと融合し反撃するものの、ゴールダーは倒され、さらにリタは宇宙に弾き飛ばされた。
こうして街の危機を救ったパワーレンジャーはエンジェル・グローブの英雄となった。ゾードンはジェイソンのリーダーとしての資質を認め、これからも正義のために戦うように依頼する。5人はパワーレンジャーのルールに従って、正体を隠し再び普通の学生生活に戻った。ある日、彼らの補習クラスに新たな転校生の席が追加された。遅刻していると思しき彼の名前はトミー・オリバーといい、席には緑色のジャケットが掛けられていた。

## メカニック
T-レックスバトルゾード
レッドレンジャーが操縦するティラノサウルス型バトルゾード。合体時は上半身を構成する。
セイバートゥースバトルゾード
イエローレンジャーが操縦するサーベルタイガー型バトルゾード。合体時は下半身胴体を構成する。
トリケラトプスバトルゾード
ブルーレンジャーが操縦するトリケラトプス型バトルゾード。合体時は左足を構成する。劇中では特に合体時の左右の脚部の形状に違いはみられない。
マストドンバトルゾード
ブラックレンジャーが操縦するマストドン（マンモス）型バトルゾード。合体時は右足を構成する。
プテロダクティルバトルゾード
ピンクレンジャーが操縦するプテロダクティルス（プテラノドン）型飛行バトルゾード。合体時は背部ランドセルを構成。
メガゾード
5体のバトルゾードが融合した人型巨大ロボット。武器は背中から展開するニ振りの剣、左腕の突起は敵を殴る際に使用。それぞれのコックピットから操縦する。

## キャスト
※括弧内は日本語吹替
- ジェイソン・スコット / レッドレンジャー（英語版） - デイカー・モンゴメリー[9]（勝地涼[10]）
- ザック / ブラックレンジャー（英語版） - ルディ・リン[11]（鈴木達央[12]）
- ビリー・クランストン / ブルーレンジャー（英語版） - RJ・サイラー（英語版）[13]（杉田智和[12]）
- トリニー / イエローレンジャー（英語版） - ベッキー・G[14]（水樹奈々[12]）
- キンバリー・ハート / ピンクレンジャー（英語版） - ナオミ・スコット[15]（広瀬アリス[10]）
- リタ・レパルサ - エリザベス・バンクス[1]（沢城みゆき[12]）
- ゾードン（英語版） - ブライアン・クランストン[16]（古田新太[17]）
- アルファ5 - 声：ビル・ヘイダー[18]（山里亮太[17]）
- サム・スコット(ジェイソンの父) - デヴィッド・デンマン[19]
- ビバリー・スコット（ジェイソンの母） - キャロライン・ケーブ
- パール・スコット（ジェイソンの妹） - ケイデン・マグナスン
- テッド・ハート（キンバリーの父） - ロバート・モロニー
- マッディ・ハート（キンバリーの母） - アンジャリ・ジェイ（ちふゆ[20]）
- トリニーの父 - パトリック・サボンギ（三上哲）
- ジューン（トリニーの母） - エリカ・セラ（ちふゆ[21]）
- ザックの母 - フィオナ・フー（塙英子[22] / 音声ガイド版 - ちふゆ[23]）
- キャンディス・クランストン（ビリーの母） - リサ・ベリー（ちふゆ[20]）
- アマンダ・クラーク - サラ・グレイ（逢沢ゆりか[24]）
- レベッカ - エミリー・マディソン
- コルト・ウォレス - ウェスレイ・マッキネス（村井雄治[25]）
- 補習クラスの先生 - ジョン・スチュワート（落合福嗣[26]）
- ダモ（ジェイソンの友人） - マット・シヴリー
- ゴールダー、パティー - 声：フレッド・タタショア[27]
- 先代イエローレンジャー、宝石店の店員 - フィオナ・ヴルーム[27]（逢沢ゆりか[24]、下田屋有依[28]）
- グリーンレンジャー - シャロン・シムズ
- カメオ出演 - ジェイソン・デビッド・フランク[27]、エイミー・ジョー・ジョンソン（英語版）[27]

- 日本語版制作スタッフ

その他吹き替え - 赤坂柾之、熊谷海麗、岡井カツノリ、遠藤航、益山将成、長野伸二、横山太一（朝日放送）、斎藤真美（朝日放送）
演出：簑浦良平、翻訳：浅野倫子、録音・調整：吉田佳代子、プロデューサー：鈴木武幸（東映）、スタジオ：東映デジタルセンター
日本語版制作：東映株式会社／東映ラボ・テック株式会社、日本語吹替版制作協力：ネクシード株式会社／株式会社くりぷろ

## 製作

### 企画
2014年5月、サバンとライオンズゲートによりプロジェクトが発表された。当初はロベルト・オーチーが製作に参加し、アシュリー・ミラーとザック・ステンツが脚本家として雇われていた。オーチーは後に『スター・トレック BEYOND』に取り組むためにプロジェクトを去った。2015年4月10日、『ザ・ラップ』はディーン・イズラライトに監督交渉中であると報じた。2015年7月、ブライアン・カセンティーニ、マーティ・ボーウェン、ウィク・ゴッドフリーがプロデューサーを務めることが発表された。またブライアン・タイラーが作曲家に雇われた。

### キャスティング
5人のレンジャーの俳優のテストは2015年10月2日より開始。2015年10月7日、ナオミ・スコットがキンバリー（ピンクレンジャー）役でキャスティングされた。その後新人のデイカー・モンゴメリー、ルディ・リン、RJ・サイラーがそれぞれジェイソン（レッドレンジャー）、ザック（ブラックレンジャー）、ビリー（ブルーレンジャー）役に決定し、さらに同月末にベッキー・Gがトリニー（イエローレンジャー）役に選ばれた。10月30日、サバンは5人のレンジャーが1993年のテレビシリーズと同じファーストネームとなることを発表した。2016年2月2日、エリザベス・バンクスがリタ・レパルサ役を務めることが発表された。さらに6月、オリジナルテレビシリーズで怪人の声優として出演経験のあるブライアン・クランストンがゾードンを演じることが発表された。クランストンはモーションキャプチャとCGIで演じることを明かした。

### 撮影
撮影は当初2016年1月18日開始を予定していたが、スケジュールが組み直された後に2月29日よりバンクーバーで始まった。5月28日に撮影は完了した。

## マーケティング
2016年3月3日、ライオンズゲートは5人のレンジャーの公式写真を初公開した。翌月、リタ・レパルサに扮するバンクスの写真が公開された。
2016年6月22日、公式ティーザーポスターがオンライン上で公開された。7月14日、キャラクターポスターが公開された。

### コンピュータゲーム
サバンとライオンズゲートは映画の公開に併せてnWay Gamesと共同でPvP対戦ゲームを開発している。

## 公開
公開は当初は2016年7月22日を予定していたが、ライオンズゲートは後に2017年3月24日に変更した。
2017年3月24日から公開したアメリカでは、3月第4週の週末の興収で4030万ドルを達成し、全米映画ランキング2位を記録した。

## 続編構想
ライオンズゲートのCEOのジョン・フェルテイマーは、カンファレンスコールでアナリストに「我々は5から7本を視野に入れている」と語った。実際、エピローグは続編を臭わせるラストになっており、2018年にパワーレンジャーシリーズの権利を取得したハズブロは本作品の続編を企画していると語った。